# Tancanhuitz
Tancanhuitz (del huasteco: Tan Kꞌanwits ‘Lugar de la flor sagrada’) es una localidad del estado mexicano de San Luis Potosí, cabecera del municipio homónimo.

## Ubicación
Tancanhuitz se encuentra en la ubicación 21°35′34″N 98°57′53″O / 21.59278, -98.96472, a una altitud de 200 m s. n. m. La zona urbana ocupa una superficie aproximada de 0.88 km².

## Historia
En 1522 un grupo de huastecas fundó la localidad de Tancanhuitz, a la que se llamó inicialmente Canhuitzn, que se traduce como «canoa de flores amarillas» o «lugar de la flor del amor». Hacia mitad del siglo XVIII ya existía una iglesia parroquial y en la zona vivían unas 1700 personas.
En 1826, —ya conformada la división política y creados los estados del país libre—, San Luis Potosí estableció su organización interna subdividiendo el territorio en 10 partidos y 4 departamentos cuyas cabeceras fueron la capital del estado, Río Verde, Tancanhuitz y El Venado. Tancanhuitz adquirió categoría de ciudad a partir del decreto N.º 69, del 5 de octubre de 1827.
En junio de 2001 se estableció que la localidad, entonces llamada «Tancanhuitz de Santos», cambiara su nombre por «Tancanhuitz». En 2011, en un proceso de conurbación, las adyacentes Colonia Popular Emiliano Zapata y San Miguel Arcángel se integraron a Tancanhuitz.

## Demografía
Según los datos registrados en el censo de 2020, la población de Tancanhuitz es de 2698 habitantes, lo que representa un decrecimiento promedio de -0.85% anual en el período 2010-2020 sobre la base de los 2933 habitantes registrados en el censo anterior. Al año 2020 la densidad poblacional era de 3078 hab/km².
| Gráfica de evolución demográfica de Tancanhuitz entre 2000 y 2020 |
|                                                                   |
| Fuente: Instituto Nacional de Estadística Geografía e Informática |

La población de Tancanhuitz está mayoritariamente alfabetizada, (2.67% de personas mayores de 15 años analfabetas, según relevamiento del año 2020), con un grado de escolaridad en torno a los 11 años. El 33.40% de los habitantes se reconoce como indígena. 

El 97.9% de los habitantes de Tancanhuitz profesa la religión católica.
En el año 2010 estaba clasificada como una localidad de grado bajo de vulnerabilidad social. Según el relevamiento realizado, 658 personas de 15 años o más no habían completado la educación básica, —carencia conocida como rezago educativo—, y 671 personas no disponían de acceso a la salud.